# Herbeuville
Herbeuville település Franciaországban, Meuse megyében. Lakosainak száma 181 fő (2022. január 1.). Herbeuville Combres-sous-les-Côtes, Dommartin-la-Montagne, Hannonville-sous-les-Côtes, Saint-Hilaire-en-Woëvre, Saint-Remy-la-Calonne és Saulx-lès-Champlon községekkel határos.

## Népesség
A település népességének változása:
| Lakosok száma | 137  | 133  | 135  | 159  | 182  | 186  | 180  | 181  | 181  | 181  |
|               | 1968 | 1982 | 1990 | 2006 | 2013 | 2015 | 2017 | 2019 | 2020 | 2022 |